# Едвард Кардель
Едвард Кардель (словен. Edvard Kardelj; нар. 27 січня 1910, Любляна — пом. 10 лютого 1979, там само) — югославський політик словенського походження, член Союзу комуністів, близький соратник Йосипа Броз Тіто, згадується поруч із Тіто, Александром Ранковичем та Мілованом Джиласом серед керівників країни.
У 1939 році він опублікував книгу Razvoj slovenskega narodnega vprašanja.
Місто Плоче у 1949–1954 і 1979–1991 роках називалось Карделево.
Син Едварда, Борут Кардель, був поетом, покінчив життя самогубством у 1971 році.